# 救生艇倫理學

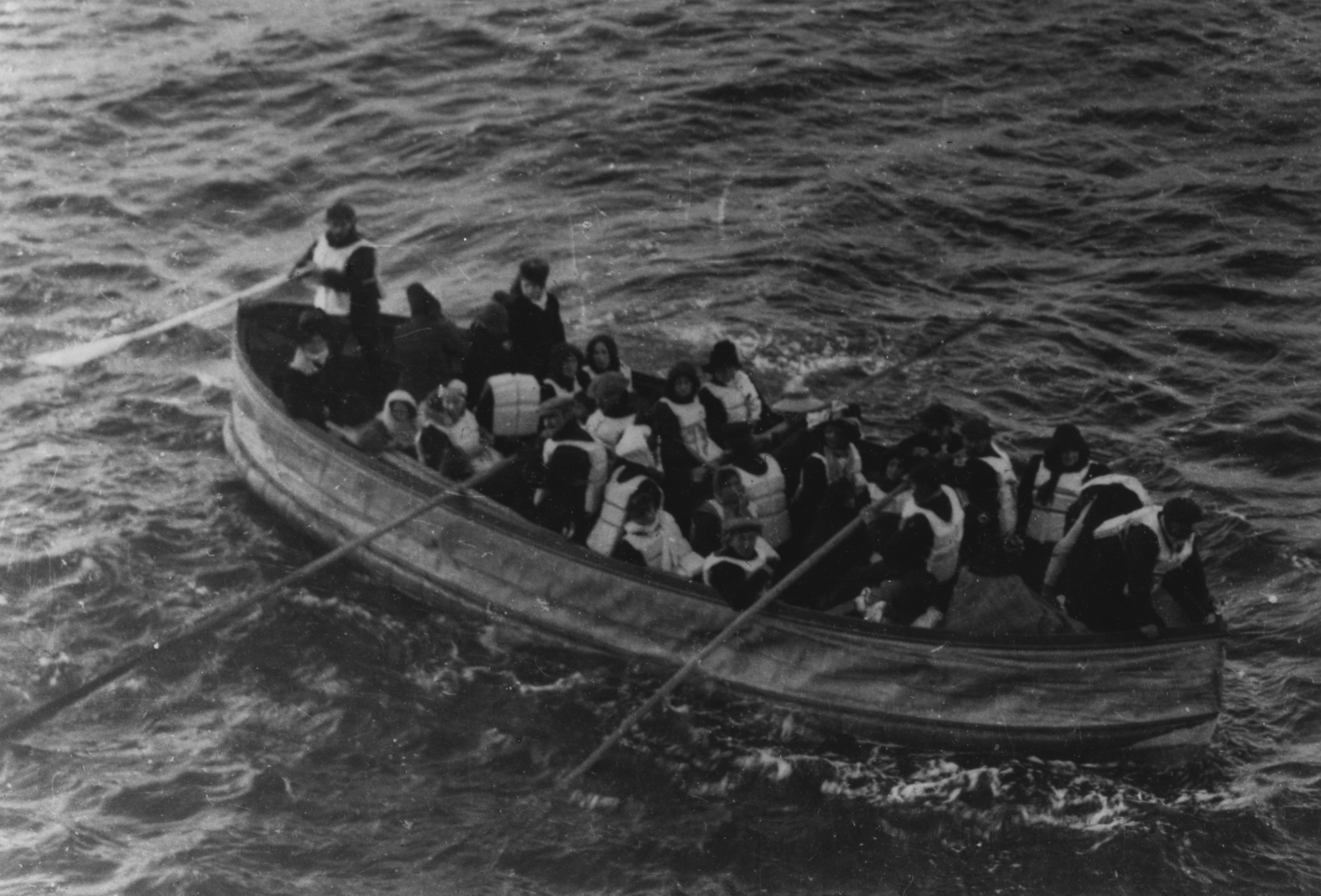
哈丁藉由救生艇來闡述他的觀點

救生艇倫理學是一個比喻社會資源分配的思想實驗。實驗中海中央有一艘60個座位的救生艇，船上目前只有50個人，但周圍還有100個人等待被救。船上的人需要面對「該讓誰上船，而且在什麼情況下」的兩難困境。
1974年加勒特·哈丁為了對抗其他環境倫理學家提出的地球太空船模型，哈丁以他先前發表的公地悲劇為基礎，建構出救生艇倫理學。哈丁比較這兩種資源分配模型，他認為在地球太空船裡只會有一個國家，最終將走向公地悲劇；但在救生艇倫理學裡則是有多個國家，現實中的富有國家比喻成船上安全的人，貧困國家比喻成海中等待救援的人。

## 發展
救生艇倫理學的發展與環境倫理、效益主義、資源枯竭有很大的關係。

### 公地悲劇
在他的著作中初次使用「公地悲劇」（Tragedy of the commons）來比喻資源問題。文中以公共牧場做比喻，若牧羊人能任意的在草地上放牧自己的羊群，他們會放牧越來越多隻羊來得到更多的資源。但牧場裡的牧草總有一天會耗盡，有限的資源總有一天會耗竭。他推斷「在一個信奉公地自由的社會中，若每個人都追求最大化自己的利益，社會會逐步走向毁滅。自由在公地中只會帶來災難:1244。」
1968年，哈丁在《科學》期刊中加以延伸這個模型，希望讓大眾關注世界人口過剩的問題。他認為亞當斯密的看不見的手理論害大家都以為「每個人追求自利會給社會帶來最大的利益:1244」。他還認為社會福利政策打亂了大自然的平衡，「家長過度生育不會讓他們有更多的後代，反而會更少，因為家長無法在孩子上投注足夠的心力。」他質疑：「那些家庭、種族、階級（或任何的社會族群）透過過度生育來擴張族群，我們到頭來該怎麼與那些人共存？」他認為若自由生育和「任何人在公地上應有相同的權利（完全公平的資源分配）」同時存在，將會把世界帶向災難:1246。

### 救生船問題
1974年，哈丁在《今日心理學》和《生物科學》發表兩篇文章來解釋救生艇倫理學模型。哈丁依據當時各國人均國內生產毛額指出世界上大約三分之二的人口「極度貧窮」，而剩下的三分之一「相對的富裕」 。他接著把富有國家比喻為「安全的救生船」；貧困國家比喻為「極度擁擠的救生船」；移民則是一個持續的過程－「貧困人民會從原本擁擠的救生船跳進海裡面，在水裡面沉浮一陣子，希望獲准進到富有的救生船中，或是藉由某些方法偷偷的從富人中獲利。」
為了讓他的比喻更加具體，哈丁詳細的規定救生船的人數上限（60人）和海上現況（50人在船上，100人在海中）。哈丁指出，船上的人有三種可能的解法：
1. 全部100名落水者都被帶上船，船開始下沉，把所有人都帶向死亡。哈丁稱這為「完全的正義，完全的災難[3]」。
2. 100名落水者中選出10人上船。哈丁認為將安全係數（safe factor）降到最低「遲早」都會付出代價，接著問道「我們該讓哪10個人上船[3]？」
3. 拒絕任何的游泳者上船。「雖然可能需要做好抵抗強行登船者的準備」，但這能保證船上人員的安全[3]。

其他可能出現的問題包括：
- 你要如何決定哪10人可以上船？
- 你有辦法在不讓剩下90個人發狂的情況下，讓10個人登船嗎？
- 如果有乘客快要死了，可以把他的生存資源（水和食物）分給其他更有機會存活的人嗎？
- 在知道有乘客快要死了的情況下，可以拋棄他來把位子讓給其他人嗎？
- 如果食物稀缺：
  - 可以在乘客死亡後吃他的屍體嗎？
  - 如果確定有乘客再一兩天就要死了，可以把他們殺了來保留生存資源，或是來讓其他人上船嗎？
  - 如果確定有乘客再一兩天就要死了，可以把他們殺了，吃他的屍體來讓其他人活久一點嗎？

第三點關於食物稀缺的案例在現實中上演過。英國法庭在女王诉杜德利与斯蒂芬案中建立了「緊急避難不能合理化謀殺行徑」的先例。
哈丁用救生艇倫理學來質疑外援、外來移民、食物銀行政策的合理性。南方貧困法律中心將他列為白人種族主義者，並稱他的言論「坦率地表達他的種族主義和準法西斯民族主義觀念」。

## 外部連結
- Lifeboat ethics - a case against helping the poor (Garrett Hardin Society) （页面存档备份，存于）
- Singer, Peter. . . Cambridge: Cambridge University Press. 1979: 158–181. ISBN 0-521-22920-0.